# 預防性拘留
預防性拘留，或稱為預防性羈押，是指在起诉和审判前，為防止被告再犯罪而先行監禁的做法。預防性拘留是建基於將被告釋放不符合社會最大利益的這個假設。
在大部份的民主政體中，除非在罕有及特別的情況下（例如反恐），所有人不可在不獲告知理由的情況下被拘留或監禁。所有被捕的人士必須於24小時內交給法官，由法官判斷其所受之逮捕有無理由，以及是否羈押。被捕人士有權選擇由律師代表或自行辯護。視乎不同法例，律師可於拘留時立即傳召，或幾天甚至幾星期後。
然而，亦存在著例外情況。在預防性拘留下，假若政府認為將被捕人士釋放可能會重大危害社會秩序或國家安全，政府可以將有關人士拘留若干時間，以防止其造成危害。在印度，預防性拘留最長只能夠維持3個月。3個月後，個案會交由顧問委員會檢討。
在大部分威權/極權國家，預防性拘留則用於關押政治犯和異議人士。

## 台湾
在台灣，預防性羈押規定於刑事訴訟法第101-1條。預防性羈押的時間限度如同一般羈押，依照刑事訴訟法第108條規定：
- 偵查中第一次羈押最多2個月，可延長1次，延長2個月。
- 審判中每個審級第一次羈押最多3個月，除極重之罪外，第一審與第二審各可延長3次，第三審可延長1次，每次最多延長2個月。極重之罪（最重本刑超過10年之罪）可無限次數延長羈押。

## 註腳
1. ↑  . 法務部全球資訊網-法律時事專欄. 2020-12-24  [2021-08-20]. （原始内容存档于2022-01-28）. ... 刑事訴訟法中拘束人身自由的一種強制處分 ... 防止逃亡、保全證據，使訴訟程序快速完成 ...
2. ↑  . 全國法規資料庫. 中華民國法務部.   [2019-01-01]. （原始内容存档于2021-01-26）.